# Carol Sutton (színművész)
Carol Sutton, született Carol Joan Dickerson (New Orleans, Louisiana, 1944. december 3. – New Orleans, Louisiana, 2020. december 10.) amerikai színésznő.

## Fontosabb filmjei
Mozifilmek
- A könnyed élet (The Big Easy) (1986)
- Acélmagnóliák (Steel Magnolias) (1989)
- Fegyencek (Convicts) (1991)
- A pelikán ügyirat (The Pelican Brief) (1993)
- Kampókéz 2. (Candyman: Farewell to the Flesh) (1995)
- Eve öröksége (Eve's Bayou) (1997)
- Indíték: előítélet (The Badge) (2002)
- A kísértés csapdái (Tempted) (2001)
- Szörnyek keringője (Monster's Ball) (2001)
- Az ítélet eladó (Runaway Jury) (2003)
- Fekete dicsőség (Glory Road) (2006)
- Büszkeség (Pride) (2007)
- Vad vakáció (Welcome Home, Roscoe Jenkins) (2008)
- Gyémánt könnyek (The Loss of a Teardrop Diamond) (2008)
- Az utolsó ördögűzés (The Last Exorcism) (2010)
- Szemenszedett boldogság (Love, Wedding, Marriage) (2011)
- A segítség (The Help) (2011)
- Gyilkos Joe (Killer Joe) (2011)
- Jeff, aki otthon lakik (Jeff, Who Lives at Home) (2011)
- 21 Jump Street – A kopasz osztag (21 Jump Street) (2012)
- Cody, a robotok ásza (Robosapien: Rebooted) (2013)
- Itt a vége (This Is the End) (2013)
- A majmok bolygója: Forradalom (Dawn of the Planet of the Apes) (2014)
- Amerikai balhé (American Heist) (2014)
- Büntetés (Catch Hell) (2014)
- Tökös csávó 3. (Bad Asses on the Bayou) (2015)
- Csábítunk és védünk (Hot Pursuit) (2015)
- Gyerekrablók (Kidnap) (2017)
- Az utolsó nevetés (The Last Laugh) (2019)
- Pompon klub (Poms) (2019)

Tv-filmek
- Vének szövetsége (A Gathering of Old Men) (1987)
- Tamás bátya kunyhója (Uncle Tom's Cabin) (1987)
- Kétélű fegyver (Doublecrossed) (1991) (TV Movie)
- Jake Lassiter: Senki sem él örökké (Jake Lassiter: Justice on the Bayou) (1995)
- A halál árnyékában (A Lesson Before Dying) (1999)
- A gyűrű titka (The Dead Will Tell) (2004)
- David szíve (Searching for David's Heart) (2004)
- Lépcsőházi gyilkosságok (The Staircase Murders) (2007)
- A mintadiák (Front of the Class) (2008)
- Munkával szerzett pasi (Beauty & the Briefcase) (2010)
- Bizonyosság (Confirmation) (2016)
- Gyökerek (Roots) (2016)

Tv-sorozatok
- Az éjszaka árnyai (In the Heat of the Night) (1988, három epizódban)
- Elképesztő övezet (The Big Easy) (1996, egy epizódban)
- Amerikai Horror Story (American Horror Story) (2013, egy epizódban)
- A törvény nevében (True Detective) (2014, egy epizódban)
- Scream Queens: Gyilkos történet (Scream Queens) (2015, egy epizódban)
- Karmok (Claws) (2017, egy epizódban)